# Een kwestie van vingerafdrukken
Een kwestie van vingerafdrukken is een hoorspel van Paul van Herck. De NCRV zond het uit op vrijdag 2 mei 1969. De regisseur was Ab van Eyk. De uitzending duurde 57 minuten.

## Rolbezetting
- Dick Scheffer (Armand)
- Jan Borkus (John Bates)
- Hetty Berger (Danielle)
- Jos van Turenhout (Wills)
- Donald de Marcas (advocaat O’Connor)
- Jan Wegter (inspecteur & McLean)
- Willy Ruys (commissaris)
- Maria Lindes (Poes)
- Cees van Ooyen (ober & werkman)
- Johan te Slaa (patron)
- Huib Orizand (Le Barbu)
- Tom van Beek (Dobson)
- Rudolf Damsté (agent)
- Maarten Kapteijn (Jacques & Jules)
- Piet Ekel (Feldwebel)

## Inhoud
In Londen heeft een zekere heer Wills van de Britse geheime dienst tijdens de Tweede Wereldoorlog iets nieuws uitgedokterd om het de Duitsers lastig en zijn “agenten” wat gemakkelijker te maken. Eigenlijk is het niet direct iets nieuws. Er zullen inbrekers zijn geweest die hetzelfde beproefd hebben, maar die beschikten niet over de middelen waar het laboratorium van de heer Wills wel kan over beschikken. Waar gaat het eigenlijk om? Om een speciaal soort handschoenen met valse vingerafdrukken erop! Als er iets moet worden ondernomen waarbij de echte vingerafdrukken niet mogen worden gevonden, trekt een van de agenten van de heer Wills die  handschoenen aan, en vernietigt ze na gebruik. Agent “Armand” is juist terug van een gevaarlijke missie in Frankrijk. Hij is de Gestapo op het nippertje ontsnapt, maar moet nog eens terug voor een laatste opdracht: ergens in Frankrijk moet een collaborateur leven die met papieren in de zak loopt die zeer gevaarlijk zouden kunnen zijn voor de jongens van een plaatselijke weerstandsgroep van de Maquis…